# DSA-623
La DSA-623 es una carretera perteneciente a la Red Secundaria de la Diputación Provincial de Salamanca que une la  SA-605  con la localidad de Arcediano.

## Origen y Destino
La carretera  DSA-623  tiene su origen en Arcediano en la intersección con la carretera  SA-605 , y termina en el casco urbano de Arcediano, formando parte de la Red de carreteras de Salamanca.